# 僕が一番欲しかったもの
「僕が一番欲しかったもの」（ぼくがいちばんほしかったもの）は、日本の男性シンガーソングライター・槇原敬之の32枚目のシングル。2004年7月28日発売。発売元は東芝EMI（現：ユニバーサルミュージック）。

## 解説
「優しい歌が歌えない」から3か月ぶり。2003年にBlue（イギリス）提供楽曲「THE GIFT」のセルフカバー。日本テレビ系水曜ドラマ『ラストプレゼント 娘と生きる最後の夏』主題歌。2006年にNTT東日本、2014年にシステナのCMソング。本曲は『EXPLORER』に収録されたが『Completely Recorded』は未収録。C/Wは表題曲の英訳版であるが「THE GIFT」とは詞が異なる。CD EXTRA仕様で、ジャケット撮影時のメイキング映像を視聴可能。

## 収録曲
作詞・作曲・編曲：槇原敬之（特記以外）　英訳詞：セイン・カミュ（2）
1. 僕が一番欲しかったもの
2. What I wanted the most.
3. 僕が一番欲しかったもの（Backing Track）

## カバー
- 2008年1月16日 - 美吉田月がアルバム『pure flavor ＃2～key of love～』内でカバー。
- 2011年1月12日 - Kが槇原のトリビュート・アルバム『We Love Mackey』内でカバー。
- 2013年5月29日 - JAY'EDがアルバム『JAY'EDISCO』内でカバー。
- 2013年6月5日 - クリス・ハートがアルバム『Heart Song』内でカバー。
- 2013年12月4日 - URATA NAOYAがアルバム『UNCHANGED』内でカバー。
- 2016年3月2日 - 木山裕策がアルバム『F 守りたい君へ』内でカバー。
- 2018年9月22日 - エビ中 秋空と松虫と音楽のつどい 題して「ちゅうおん」2018で私立恵比寿中学の安本彩花がカバー（同年11月14日ファンクラブ限定でライブ・アルバム化）。
- 2018年10月3日 - 林部智史がアルバム『カタリベ1』内でカバー。
- 2019年5月28日 - kobasolo feat.若菜が配信シングル『歌うたいのバラッド』カップリングでカバー。
- 2023年9月1日 - 夢咲いぶき(CV:山崎玲奈)配信シングル。